# Mel Graff
Melvin Graff, dit Mel Graff (1907-1975) est un auteur de bande dessinée américain spécialisé dans le comic strip.
Il est connu pour avoir créé The Adventures of Patsy (en) (1935-1940) et surtout pour ses reprises de la série policière à succès Agent Secret X-9 (1940-1960) et de la planche dominicale de Captain Easy (1960-1969).